# Eccellenza Basilicata 2009-2010
Il campionato italiano di calcio di Eccellenza regionale 2009-2010 è stato il diciannovesimo organizzato in Italia. Rappresenta il sesto livello del calcio italiano. Questi sono i gironi organizzati dal comitato regionale della regione Basilicata.

## Stagione

### Novità
Dal campionato di Eccellenza Basilicata 2008-2009 era stato promosso in Serie D il Pisticci, mentre l'Atella Monticchio Vulture e il Balvano erano stati retrocessi nel campionato di Promozione Basilicata. Dal campionato di Promozione Basilicata 2008-2009 erano stati promossi in Eccellenza il Real Tolve, primo classificato, e il Viggiano, vincitore dei play-off promozione. Dalla Serie D 2008-2009 era stato retrocesso lo Sporting Genzano.
L'"A.C. Ruggiero di Lauria A.S.D." ha cambiato denominazione in "A.S.D. Ruggiero Valdiano" con sede a Lauria. L'"A.S.D. Azzurra Tricarico" ha cambiato denominazione in "U.S.D. Fortis Murgia Irsina" e sede da Tricarico a Irsina.
Il Forza Matera ha rinunciato alla partecipazione al campionato di Eccellenza. Lo Sporting Genzano è stato escluso dal campionato poiché aveva effettuato un versamento tardivo e non conforme. Di conseguenza, a completamento organico, sono stati ammessi al campionato di Eccellenza il Borussia Pleiade, perdente i play-off promozione nel campionato di Promozione Basilicata 2008-2009, e l'Atella Monticchio Vulture.

### Formula
Le 16 squadre partecipanti disputano un girone all'italiana con partite di andata e ritorno per un totale di 30 giornate. La prima classificata viene promossa in Serie D. Le squadre classificate dal secondo al quinto posto sono ammesse ai play-off per decretare quale squadra partecipa agli spareggi nazionali per la promozione in Serie D. L'ultima classificata viene retrocessa direttamente nel campionato di Promozione. Le squadre classificate dal dodicesimo al quindicesimo posto sono ammesse ai play-out per decretare una retrocessione in Promozione.

## Squadre partecipanti
| Squadra                                | Città (provincia)       | Stagione 2008-2009           |
| -------------------------------------- | ----------------------- | ---------------------------- |
| A.S.D. Angelo Cristofaro Oppido Lucano | Oppido Lucano (PZ)      | 2º in Eccellenza Basilicata  |
| A.S.D. Atella Monticchio Vulture       | Atella (PZ)             | 13º in Eccellenza Basilicata |
| Avigliano Calcio PZ                    | Avigliano (PZ)          | 6º in Eccellenza Basilicata  |
| Pol. AZ Picerno                        | Picerno (PZ)            | 12º in Eccellenza Basilicata |
| A.S.D. Borussia Pleiade                | Policoro (MT)           | 2º in Promozione Basilicata  |
| Ferrandina Calcio                      | Ferrandina (MT)         | 9º in Eccellenza Basilicata  |
| U.S.D. Fortis Murgia Irsina            | Irsina (MT)             | 7º in Eccellenza Basilicata  |
| A.C. Banzi                             | Banzi (PZ)              | 15º in Eccellenza Basilicata |
| U.S.D. Irsinese 1950                   | Irsina (MT)             | 10º in Eccellenza Basilicata |
| F.C. Murese 2000 Aurora                | Muro Lucano (PZ)        | 3º in Eccellenza Basilicata  |
| A.S.D. Policoro 2000                   | Policoro (MT)           | 5º in Eccellenza Basilicata  |
| A.S.D. Real Tolve                      | Tolve (PZ)              | 1º in Promozione Basilicata  |
| A.C. Ricigliano                        | Muro Lucano (PZ)        | 8º in Eccellenza Basilicata  |
| A.S.D. Ruggiero Valdiano               | Lauria (PZ)             | 4º in Eccellenza Basilicata  |
| Pol. Viggiano                          | Viggiano (PZ)           | 3º in Promozione Basilicata  |
| C.S. Vultur                            | Rionero in Vulture (PZ) | 14º in Eccellenza Basilicata |

## Classifica finale
Fonte: sito FIGC LND Comitato Regionale Basilicata.
|  | Pos. | Squadra             | Pt | G  | V  | N  | P  | GF | GS  | DR   |
|  | ---- | ------------------- | -- | -- | -- | -- | -- | -- | --- | ---- |
|  | 1.   | Fortis Murgia       | 64 | 30 | 18 | 10 | 2  | 63 | 19  | +44  |
|  | 2.   | Angelo Cristofaro   | 60 | 30 | 18 | 6  | 6  | 59 | 24  | +35  |
|  | 3.   | Ruggiero Valdiano   | 54 | 30 | 16 | 6  | 8  | 56 | 26  | +30  |
|  | 4.   | Atella M. Vulture   | 52 | 30 | 15 | 7  | 8  | 59 | 28  | +31  |
|  | 5.   | Ricigliano          | 52 | 30 | 14 | 10 | 6  | 44 | 18  | +26  |
|  | 6.   | Borussia Pleiade    | 50 | 30 | 15 | 5  | 10 | 48 | 28  | +20  |
|  | 7.   | Viggiano            | 46 | 30 | 12 | 10 | 8  | 48 | 33  | +15  |
|  | 8.   | Murese Aurora 2000  | 44 | 30 | 11 | 11 | 8  | 43 | 26  | +17  |
|  | 9.   | Vultur Rionero      | 42 | 30 | 12 | 6  | 12 | 49 | 40  | +9   |
|  | 10.  | Policoro            | 40 | 30 | 10 | 10 | 10 | 42 | 29  | +13  |
|  | 11.  | Real Tolve          | 38 | 30 | 10 | 8  | 12 | 48 | 35  | +13  |
|  | 12.  | Banzi               | 37 | 30 | 9  | 10 | 11 | 44 | 44  | 0    |
|  | 13.  | AZ Picerno          | 32 | 30 | 9  | 5  | 16 | 45 | 51  | -6   |
|  | 14.  | Avigliano Calcio PZ | 27 | 30 | 6  | 9  | 15 | 33 | 41  | -8   |
|  | 15.  | Ferrandina (-1)     | 19 | 30 | 5  | 5  | 20 | 29 | 96  | -67  |
|  | 16.  | Irsinese 1950 (-1)  | 2  | 30 | 1  | 0  | 29 | 7  | 179 | -172 |

Legenda:
      Promossa in Serie D 2010-2011
      Ammessa ai play-off nazionali
 Ammessa ai play-off o ai play-out
      Retrocessa in Promozione 2010-2011
Note:
Tre punti a vittoria, uno a pareggio, zero a sconfitta.
Il Ferrandina e l'Irsinese 1950 hanno scontato 1 punto di penalizzazione.

## Risultati

### Tabellone
|                      | AZP  | Ang  | Ate  | Avi  | Ban  | Bor  | Fer  | For  | Irs  | Mur  | Pol  | RTo  | Ric  | Rug  | Vig  | Vul  |
| -------------------- | ---- | ---- | ---- | ---- | ---- | ---- | ---- | ---- | ---- | ---- | ---- | ---- | ---- | ---- | ---- | ---- |
| AZ Picerno           | –––– | 3-1  | 2-4  | 1-1  | 0-1  | 0-1  | 2-2  | 1-5  | 10-0 | 0-0  | 1-1  | 0-2  | 0-2  | 3-2  | 1-2  | 2-0  |
| Angelo Cristofaro    | 2-0  | –––– | 3-0  | 2-1  | 1-0  | 0-0  | 2-1  | 0-1  | 8-0  | 3-0  | 2-1  | 4-1  | 1-0  | 4-2  | 2-0  | 3-2  |
| Atella Monticchio    | 3-0  | 0-2  | –––– | 1-0  | 1-1  | 3-1  | 5-0  | 0-2  | 8-0  | 2-1  | 2-0  | 1-0  | 0-1  | 2-2  | 2-0  | 2-1  |
| Avigliano            | 1-2  | 0-0  | 3-3  | –––– | 3-4  | 0-0  | 0-0  | 0-1  | 4-0  | 0-0  | 1-0  | 1-4  | 0-0  | 1-0  | 2-2  | 2-2  |
| Banzi                | 3-5  | 2-2  | 1-1  | 0-1  | –––– | 0-1  | 3-0  | 1-1  | 10-0 | 1-1  | 2-0  | 0-0  | 0-0  | 1-0  | 0-4  | 4-1  |
| Borussia Pleiade     | 1-2  | 2-0  | 1-0  | 2-1  | 4-1  | –––– | 4-1  | 1-3  | 8-1  | 0-1  | 0-1  | 1-0  | 1-2  | 1-0  | 3-1  | 2-0  |
| Ferrandina           | 2-4  | 0-5  | 2-1  | 0-5  | 1-0  | 0-5  | –––– | 1-5  | 5-0  | 2-0  | 2-2  | 2-4  | 0-3  | 1-9  | 0-3  | 2-0  |
| Fortis Murgia Irsina | 4-0  | 0-0  | 0-0  | 3-1  | 5-0  | 2-1  | 3-1  | –––– | 3-0  | 2-1  | 2-1  | 0-0  | 1-1  | 2-1  | 2-0  | 1-1  |
| Irsinese 1950        | 0-3  | 0-6  | 0-9  | 0-4  | 0-2  | 1-3  | 4-0  | 0-11 | –––– | 0-7  | 0-6  | 0-7  | 0-9  | 0-8  | 0-4  | 1-2  |
| Murese 2000          | 2-0  | 1-2  | 0-0  | 3-0  | 2-1  | 1-0  | 4-0  | 1-1  | 9-0  | –––– | 2-1  | 1-2  | 2-2  | 1-0  | 2-1  | 0-0  |
| Policoro 2000        | 2-1  | 2-0  | 1-1  | 3-0  | 1-1  | 2-2  | 5-0  | 1-0  | 4-0  | 2-0  | –––– | 0-1  | 0-0  | 0-3  | 0-0  | 5-1  |
| Real Tolve           | 1-0  | 0-1  | 0-3  | 2-0  | 0-0  | 1-1  | 6-1  | 1-2  | 10-0 | 0-0  | 0-0  | –––– | 0-2  | 1-2  | 1-3  | 1-2  |
| Ricigliano           | 2-0  | 1-0  | 0-1  | 1-0  | 1-1  | 0-1  | 1-0  | 3-0  | 3-0  | 0-0  | 1-0  | 0-0  | –––– | 2-3  | 1-1  | 0-0  |
| Ruggiero Valdiano    | 2-1  | 2-1  | 1-0  | 2-0  | 3-1  | 0-0  | 1-1  | 0-0  | 1-0  | 1-1  | 0-0  | 4-0  | 2-1  | –––– | 2-0  | 2-0  |
| Viggiano             | 1-1  | 1-1  | 2-1  | 1-0  | 1-2  | 3-1  | 2-2  | 0-0  | 8-0  | 0-0  | 1-1  | 2-2  | 1-4  | 1-0  | –––– | 2-0  |
| Vultur               | 1-0  | 1-1  | 1-3  | 2-1  | 4-1  | 1-0  | 8-0  | 1-1  | 7-0  | 3-0  | 3-0  | 2-1  | 3-1  | 0-1  | 0-1  | –––– |

## Spareggi

### Play-off

#### Semifinali
|                   | Risultati |                   | Luogo e data   |
| ----------------- | --------- | ----------------- | -------------- |
| Ricigliano        | 2 - 5     | Angelo Cristofaro | 25 aprile 2010 |
| Angelo Cristofaro | 2 - 3     | Ricigliano        | 2 maggio 2010  |
|                   |           |                   |                |
| Atella M. Vulture | 3 - 2     | Ruggiero Valdiano | 25 aprile 2010 |
| Ruggiero Valdiano | 1 - 1     | Atella M. Vulture | 2 maggio 2010  |
|                   |           |                   |                |

#### Finale
|                   | Risultati   |                   | Luogo e data  |
| ----------------- | ----------- | ----------------- | ------------- |
| Angelo Cristofaro | 1 - 1 (dts) | Atella M. Vulture | 9 maggio 2010 |
|                   |             |                   |               |

### Play-out

#### Semifinali
|                     | Risultati |                     | Luogo e data   |
| ------------------- | --------- | ------------------- | -------------- |
| Ferrandina          | 2 - 2     | Banzi               | 25 aprile 2010 |
| Banzi               | 0 - 1     | Ferrandina          | 2 maggio 2010  |
|                     |           |                     |                |
| Avigliano Calcio PZ | 1 - 1     | AZ Picerno          | 25 aprile 2010 |
| AZ Picerno          | 1 - 3     | Avigliano Calcio PZ | 2 maggio 2010  |
|                     |           |                     |                |

#### Finale
|       | Risultati   |            | Luogo e data  |
| ----- | ----------- | ---------- | ------------- |
| Banzi | 2 - 3 (dts) | AZ Picerno | 9 maggio 2010 |
|       |             |            |               |